# 東松山市立市民病院
東松山市立市民病院（ひがしまつやましりつしみんびょういん）は、埼玉県東松山市にある医療機関である。

## 診療科・外来
出典

### 診療科
- 内科
- 小児科
- 外科
- 整形外科
- 脳神経外科
- 眼科
- 耳鼻咽喉科
- 皮膚科
- 泌尿器科
- リハビリテーション科
- 放射線科
- 麻酔科

### 外来
- 神経内科外来
- 糖尿病外来
- 在宅酸素療法外来
- 睡眠時無呼吸症外来
- リウマチ外来
- 脊椎外来
- スポーツ外来
- 膝・股関節外来
- 大腸・肛門外来
- 補聴器外来
- 小児泌尿器・おねしょ外来

## 医療機関の指定・認定
出典
| 厚生労働省指定保険医療機関                 | 第二種感染症指定医療機関   |
| 救急告示医療機関                           | 労災保険指定医療機関       |
| 生活保護法に基づく指定医療機関             | 難病法に基づく指定医療機関 |
| 児童福祉法に基づく小児慢性特定疾病医療機関 |                            |

## 交通
- 東武鉄道 東上本線 東松山 徒歩60分
- 市民病院前下車　徒歩2分